# 13920 Montecorvino
A 13920 Montecorvino (ideiglenes jelöléssel 1985 PE1) egy marsközeli kisbolygó. Edward L. G. Bowell fedezte fel 1985. augusztus 15-én.